# Saint-Hilaire (Aude)
Saint-Hilaire ist eine französische Gemeinde mit 713 Einwohnern (Stand 1. Januar 2022) im Département Aude in der Region Okzitanien. Sie befindet sich südlich von Carcassonne und liegt am Ufer des Flusses Lauquet.

## Geschichte
Ausgrabungen beweisen eine Besiedlung bereits in römischer Zeit, doch der eigentliche Entwicklungsschub erfolgte durch die Gründung der Abtei. Die Ursprünge dieser Gründung liegen im Dunkeln; die erste urkundliche Erwähnung erfolgte 825. Aus ihr geht hervor, dass die Abtei ursprünglich den Namen des heiligen Saturnin trug. Der Sarkophag dieses Bischofs – ein Werk des Meisters von Cabestany, eines unbekannten Bildhauers des 12. Jahrhunderts – steht bis heute in der ehemaligen Abteikirche.
Zu Beginn des 9. Jahrhunderts bestätigte eine Charta den Mönchen die Stiftungen Karls des Großen und sicherte ihnen das Recht zu, nach benediktinischer Regel zu leben und sich einen Abt zu wählen.

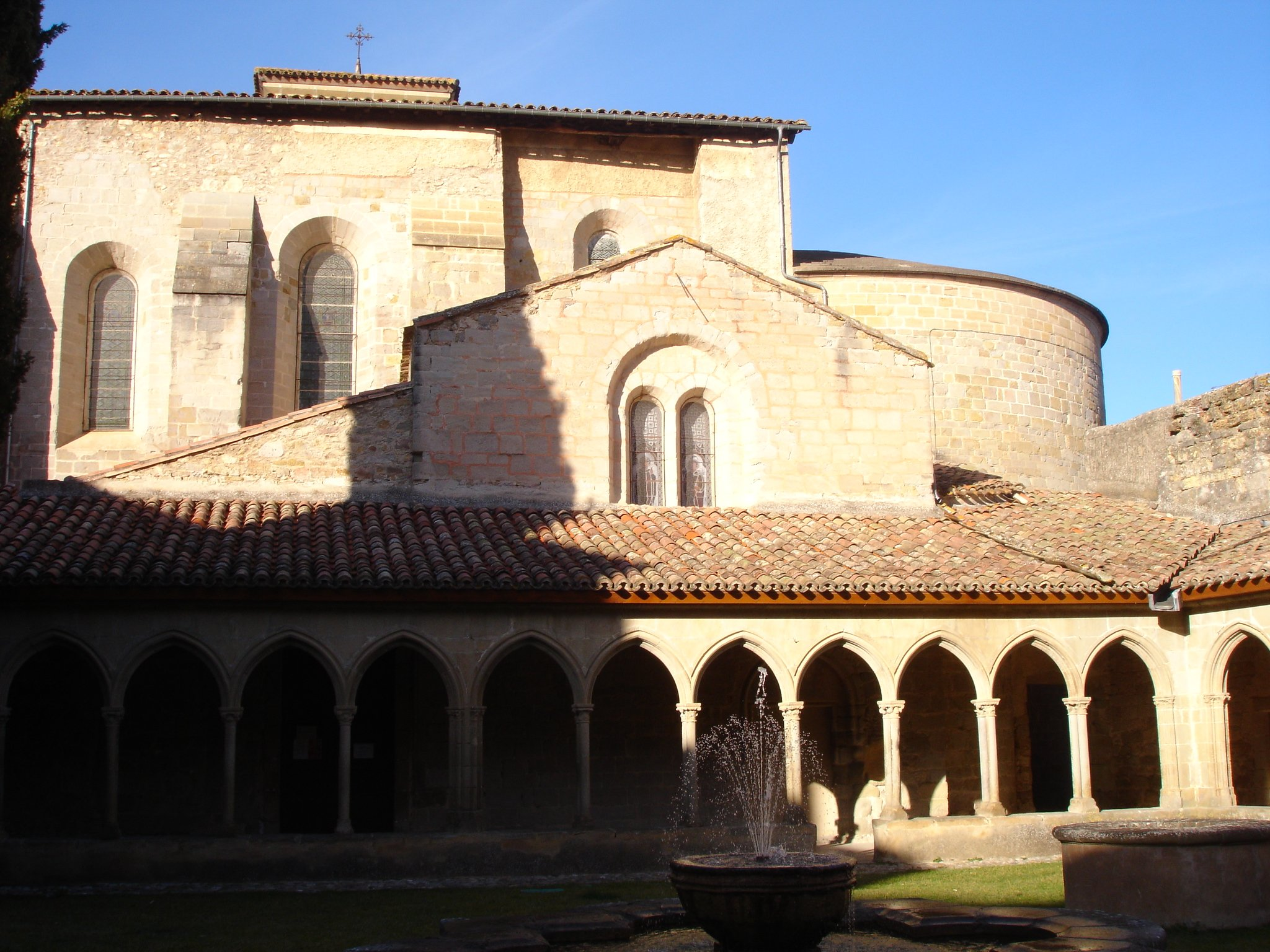
Abteikirche

Um diese Abtei herum entwickelte sich in der Folgezeit das Dorf, in dem heute ca. 700 Einwohner leben. 970 erwarb die Abtei die Reliquien des heiligen Hilarius, des ersten Bischofs von Carcassonne aus dem 6. Jahrhundert, was eine große Blütezeit zur Folge hatte.
Bis zum Beginn des 13. Jahrhunderts stand die Abtei unter dem Schutz der Grafen von Carcassonne, doch im Zuge des Kreuzzuges gegen die Katharer wurden auch die Mönche von Saint-Hilaire der Häresie bezichtigt. Die Abtei verlor viele ihrer Besitzungen und ihre Autonomie.
In den folgenden Jahrhunderten hatte die Abtei immer wieder unter wirtschaftlichen Schwierigkeiten zu leiden, verursacht u. a. durch den Hundertjährigen Krieg – aus dieser Zeit stammen die Befestigungen – und die Pest. 1574 wurden Ort und Abtei in den Religionskriegen schwer beschädigt.
1748 wurde die Abtei aufgelöst. Die Kirche diente der Dorfbevölkerung als Pfarrkirche, die nicht mehr benötigten Klostergebäude wurden verkauft.

## Einwohnerentwicklung
| Jahr      | 1962 | 1968 | 1975 | 1982 | 1990 | 1999 | 2009 | 2017 |
| --------- | ---- | ---- | ---- | ---- | ---- | ---- | ---- | ---- |
| Einwohner | 730  | 751  | 687  | 595  | 653  | 699  | 740  | 773  |

## Sport
Im Jahr 2022 führte die 16. Etappe der 109. Austragung der Tour de France durch die Gemeinde Saint-Hilaire. Auf der D104 wurde mit der Côte de Saint-Hilaire (275 m) eine Bergwertung der 4. Kategorie abgenommen. Sieger der Bergwertung war der Schweizer Stefan Bissegger.